# Gaetano Pedullà
Gaetano Pedullà (ur. 5 stycznia 1967 w Katanii) – włoski dziennikarz i polityk, deputowany do Parlamentu Europejskiego X kadencji.

## Życiorys
Ukończył nauki polityczne na Uniwersytecie w Katanii. Od drugiej połowy lat 80. zawodowo związany z dziennikarstwem, zaczynał jako współpracownik telewizji Video 3. Był m.in. wicedyrektorem lokalnej telewizji Telejonica, dyrektorem biura prasowego centrali związkowej CISL w Katanii i redaktorem wiadomości w Rete8. Pracował również jako redaktor dziennika „Italia Oggi” oraz zastępca szefa i szef działu ekonomicznego gazety „L’Unione Sarda”. Był też związany z dziennikiem „Il Tempo”, pełnił funkcje szefa działu ekonomicznego (2004–2005), zastępcy redaktora naczelnego (2005–2006) i dyrektora gazety (2006–2007). Od 2007 do 2012 zajmował stanowisko dyrektora wiadomości u regionalnego nadawcy T9 z Lacjum. Był też wówczas koordynatorem redakcji wchodzących w skład grupy medialnej gazet. W 2012 założył i został dyrektorem własnej gazety „La Notizia”.
W wyborach w 2024 z ramienia Ruchu Pięciu Gwiazd został wybrany w skład Europarlamentu X kadencji.